# 南里文雄
南里 文雄（なんり ふみお、1910年12月24日 - 1975年8月4日）はジャズ・トランペット奏者で、ルイ・アームストロングに「日本のサッチモ」とあだ名が付けられた。彼は、彼の母国外で名声をはせるようになった、とりわけ初期の日本のジャズ・ミュージシャンの一人であり、戦前と戦後、アジア最大のトランペッターであった。2010年まで続いていた日本のジャズの賞、「南里文雄賞」は、彼の名前に由来している。息子には、トランペット奏者の南里雄一郎（1931年3月21日 - 1985年6月23日）がいる。

## 経歴
大阪市南久宝寺町生まれ。1910年12月4日兵庫県神戸市生まれ。父・欽太郎は鴻池銀行勤務、母・琴子は広島の一流割烹「松月」の娘。6人兄弟の末っ子で、生後4日にして父親が死去。そのため、母親の実家広島、姉の婚家京都、兄の居る神戸など親類を転々とする。神戸の高等小学校を卒業して、1925年に大阪の髙島屋少年音楽隊に入隊。音楽隊の解散後、神戸のダンス・ホールで演奏し、1928年に19歳で上京。上京後、浅草電気館に出入りしていた井田一郎バンド（第2次チェリーランド）に加入。しかし、加入後僅か2ヶ月で飛び出してしまう。
1929年、上海に渡りテディ・ウェザーフォードにピアノを師事。
1932年、船のバンドマンに加わってサンフランシスコへ渡る。同年、溜池フロリダ出演中の菊池滋弥バンドに入り、1934年には自己のバンド「南里文雄とホット・ペッパーズ」を結成。ディック・ミネのダイナ吹込みに参加した。
1937年～1940年には大連で暮らし、1937年にはペロケ舞踏場に進出。
度々帰国しては、レコード吹込みを行った。
1944年2月、召集を受け、久留米第48部隊に衛生兵として入隊。
1946年、第1次ホットペッパーズを結成。同年に横浜の元町にオープンしたダンスホール「クリフサイド」を中心に活動を始める。
1948年、ハナ肇、市村俊幸らと第2次ホットペッパーズを再編。
1953年、突然視神経萎縮のため失明寸前になるという不幸に見舞われるが、同年8月カムバック。12月には、来日したルイ・アームストロングと共演。
1971年、亡きルイ・アームストロングを偲んでボビー・ハケット、クラーク・テリーらとトランペット・ワークショップで共演。
1973年、ジャズ生活48周年記念リサイタルを開催。
1974年、ベトナム人民支援ジャズコンサート開催。
1975年8月4日死去。享年64。
常にデキシー一筋で進んでいた南里だが、戦後の一時期バップに取り組んだこともあった。